# Desa Pasiripis (administrativ by i Indonesien, lat -7,36, long 106,54)
Desa Pasiripis är en administrativ by i Indonesien.   Den ligger i provinsen Jawa Barat, i den västra delen av landet, 130 km söder om huvudstaden Jakarta.